# Конкорд (компанія)
Компанія «Конкорд» — російський холдинг (група компаній), що включає підприємства громадського харчування, будівельні компанії, засоби масової інформації, збройне формування «Група Вагнер» та компанії інших галузей під керівництвом Пригожина.
Головною організацією групи є Товариство з обмеженою відповідальністю «Конкорд менеджмент та консалтинг», що базується в Санкт-Петербурзі, основним видом діяльності якої позиціонується «діяльність ресторанів та послуги з доставки продуктів харчування».

## Історія

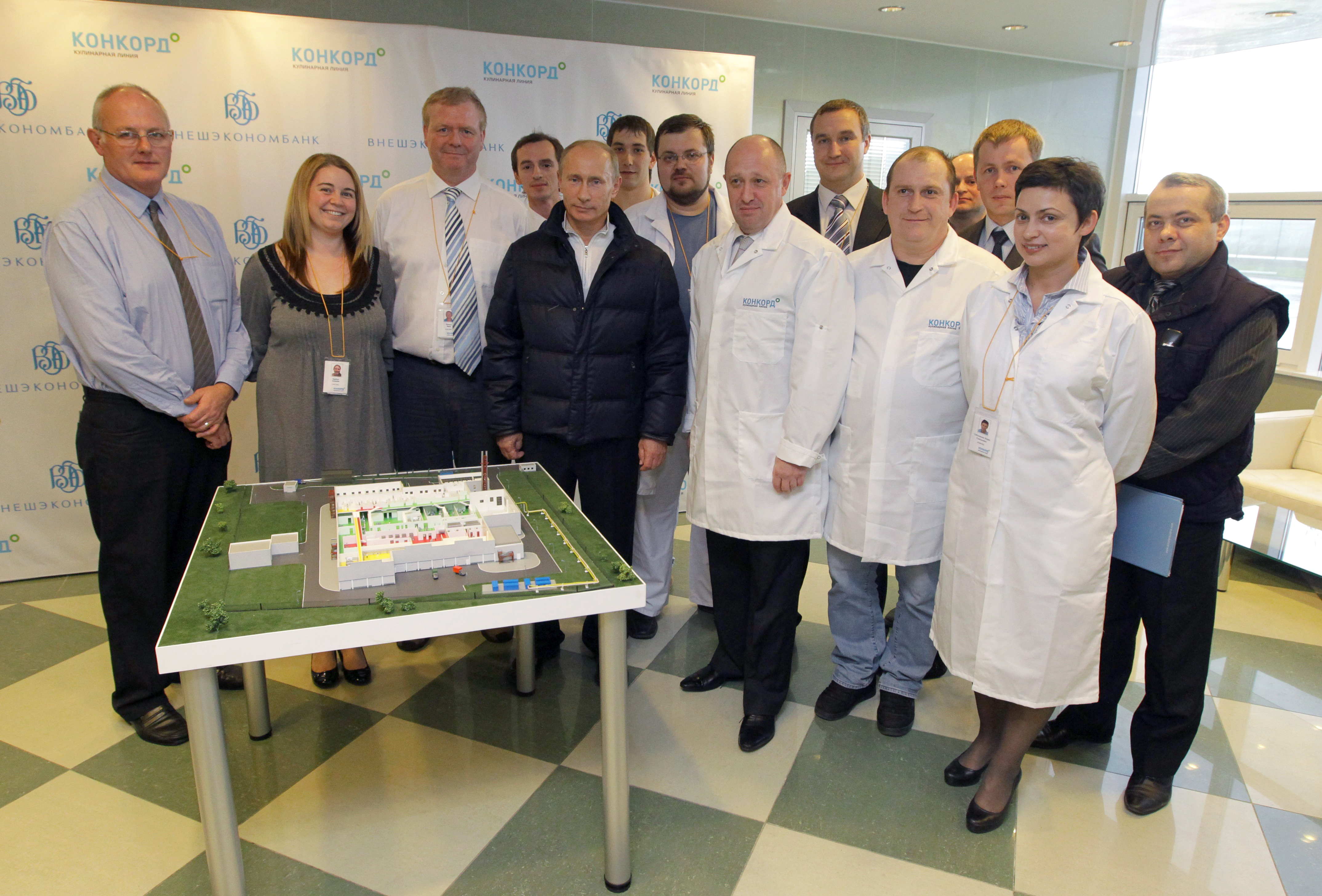
Президент Росії Путін на підприємстві Компанії «Конкорд»

Товариство з обмеженою відповідальністю «Конкорд менеджмент та консалтинг» було засновано Євгеном Пригожиним у 1995 році. У вересні 2008 року ТОВ «Конкорд Менеджмент та Консалтинг» став переможцем у конкурсі на організацію шкільного харчування. Євген Пригожин був зареєстрованим власником компанії до 2009 року; його мати Віолетта Пригожина є зареєстрованим власником з 2011 року.
За оцінками холдингу «Фінам», на 2009 рік річний оборот ТОВ «Конкорд Менеджмент і Консалтинг» становив 100—130 млн доларів США.
ТОВ «Конкорд Менеджмент і Консалтинг» володіє 50 % ТОВ «Мегалайн», яке одержало більшу частину контрактів на капітальне будівництво для російських військових у 2016 році.
20 червня 2017 року Міністерство фінансів США додало Товариство з обмеженою відповідальністю «Конкорд менеджмент та консалтинг» до списку компаній, на які накладено санкції за військове втручання Росії у Криму та в Україні.
Дмитро Уткін став генеральним директором ТОВ «Конкорд менеджмент та консалтинг» 14 листопада 2017 ; Аналітики видання Bellingcat припустили фіктивність призначення Уткіна на посаду, при цьому, за даними "Фонтанки ", індивідуальний податковий номер нового керівника «Конкорду» відрізняється від ІПН Уткіна з ПВК, проте Уткін (спільно з Андрієм Трошевим) у 2015 році -2016 був помічений у спільних поїздках з відомими співробітниками служби безпеки Пригожина і міг працювати на структури холдингу «Конкорд».
Правопопередниками ТОВ «Конкорд Менеджмент і Консалтинг» до 2022 року є фірми, які раніше увійшли до складу компанії: ТОВ «Прес-Кафе», ТОВ «Інвестотель», ТОВ «Конкорд-Інвест», ТОВ «Інвестком», ТОВ «Візит».
До структури підприємства входили ТОВ «Ритм» та ТОВ «Конкорд М».
Станом на 2022 року основними замовниками ТОВ «Конкорд Менеджмент і Консалтинг» були: Управління Справами Президента Російської Федерації, Комітет із зовнішніх зв'язків Санкт-Петербурга, ФГУП " Крилівський державний науковий центр ", Апарат Державної Думи Федеральних зборів Російської Федерації, Російський Музей.

## Структура
Компанії належать кілька ресторанів Санкт-Петербурга (ресторан високої кухні «Стара митниця», ресторан-палац «Російський Ампір», ресторан party-house «Російський кітч», ресторан нової італійської кухні «Polenta» та ін.)) та Москви (ресторан-теплохід River Palace та ін.). Крім того, компанії належить мережа бутіків «Музей шоколаду».
ТОВ «Конкорд Кейтерінг», що входить до групи, обслуговує бенкети в Кремлі.
Також ТОВ «Конкорд Менеджмент та Консалтинг» займається будівельними проектами. На початок 2020 року здано 4 об'єкти: МФК «Комплекс апартаментів Лахта Парк», МЖК «Північний Версаль», МФК «Лахта Плаза», МФК «Лахтинський пасаж». ТОВ «Конкорд Менеджмент і Консалтинг» веде будівництво селища «Північний Версаль» під Петербургом — палацово-парковий ансамбль на кшталт резиденцій монархів минулих століть. Північний Версаль — житловий комплекс класу люкс у приморському районі Лахті Санкт-Петербурга, побудований і керований компанією.

## Власники та керівництво
Генеральний директор ТОВ «Конкорд Менеджмент та Консалтинг» з 1 березня 2018 року — Є. В. Пригожин, який також очолює ТОВ «Конкорд Кейтерінг».